# 小紅馬 (シャンチー)
小紅馬（しょうこうば、拼音: xiǎohóngmǎ シィアォホォンマァー）は、シャンチー（中国象棋）の残局（終盤）の1つ。『百局象棋譜』の雙馬周槽が出典。
双方が最善を尽くした場合、それぞれ将と車の2枚が残り、引き分けとなる。

## 解
1. 俥一進六　後馬退8
2. 俥一平二　馬6退7
3. 炮八平三　車4平7
4. 傌二進三　車7退4
5. 兵七進一　将4進1
6. 俥二退九　車7退4
7. 帥五平四　車7平3
8. 俥二進八　将4進1
9. 俥二平五　車3進9
10. 帥四進一　車3平4